# Меркулов, Василий Прокофьевич
Василий Прокофьевич Меркулов (род. 2 марта 1942, Рамонский район, Воронежская область) — советский борец классического стиля, чемпион и призёр чемпионатов СССР, призёр чемпионата Европы, Заслуженный мастер спорта СССР (1979).

## Биография
Увлёкся борьбой в 1960 году. В 1964 году выполнил норматив мастера спорта СССР, а в 1966 году — мастера спорта СССР международного класса. Участвовал в десяти чемпионатах СССР. В 1975 году оставил большой спорт.

## Спортивные результаты
- Чемпионат СССР по классической борьбе 1965 года — ;
- Чемпионат СССР по классической борьбе 1966 года — ;
- Классическая борьба на летней Спартакиаде народов СССР 1967 года — ;
- Чемпионат СССР по классической борьбе 1969 года — ;
- Чемпионат СССР по классической борьбе 1970 года — ;
- Чемпионат СССР по классической борьбе 1971 года — ;
- Классическая борьба на летней Спартакиаде народов СССР 1971 года — ;
- Чемпионат СССР по классической борьбе 1972 года — ;
- Чемпионат СССР по классической борьбе 1974 года — ;
- Классическая борьба на летней Спартакиаде народов СССР 1975 года — ;